# 파우케아과
파우케아과(Faucheaceae)는 진정홍조강 분홍치목에 속하는 홍조식물과의 하나이다 9속 59종으로 이루어져 있다.

## 하위 속
| - Cenacrum - 파우케아속 (Fauchea) - Faucheocolax - Faucheopsis - Gloiocladia | - Gloiocolax - Gloioderma - Leptofauchea - Webervanbossea |